# Eagle Lake (Minnesota)
Eagle Lake ist eine Kleinstadt (mit dem Status „City“) im Blue Earth County im Westen des US-amerikanischen Bundesstaates Minnesota. Das U.S. Census Bureau hat bei der Volkszählung 2020 eine Einwohnerzahl von 3.278 ermittelt.

## Geografie
Der Ort Eagle Lake liegt am Südufer des gleichnamigen Sees auf 44°09′54″ nördlicher Breite und 93°52′53″ westlicher Länge. Der Ort erstreckt sich über 4,17 km².
Benachbarte Orte von Eagle Lake sind Mankato (10,3 km westlich), Madison Lake (9,6 km nordöstlich), Janesville (15,7 km südöstlich) und St. Clair (11,4 km südlich).
Die nächstgelegenen größeren Städte sind Minneapolis (135 km nordöstlich), Minnesotas Hauptstadt Saint Paul (141 km in der gleichen Richtung), Rochester (124 km östlich), Iowas Hauptstadt Des Moines (342 km südlich), Omaha in Nebraska (466 km südwestlich), Sioux Falls in South Dakota (276 km westsüdwestlich) und Fargo in North Dakota (450 km nordwestlich).

## Verkehr
Durch den Norden der Stadt führt der vierspurig ausgebaute U.S. Highway 14, der hier mit der Minnesota State Route 60 deckungsgleich verläuft. Alle weiteren Straßen innerhalb von North Mankato sind untergeordnete Fahrwege oder innerstädtische Verbindungsstraßen.
In Südwest-Nordost-Richtung verläuft eine Eisenbahnlinie der Union Pacific Railroad durch das Stadtgebiet von Eagle Lake.
Der Mankato Regional Airport (10,1 km nordwestlich) ist der nächstgelegene Flugplatz. Der nächste Großflughafen ist der Minneapolis-Saint Paul International Airport (130 km nordöstlich).

## Demografische Daten
Nach der Volkszählung im Jahr 2010 lebten in Eagle Lake 2422 Menschen in 887 Haushalten. Die Bevölkerungsdichte betrug 580,8 Einwohner pro Quadratkilometer. In den 887 Haushalten lebten statistisch je 2,73 Personen.
Ethnisch betrachtet setzte sich die Bevölkerung zusammen aus 95,5 Prozent Weißen, 1,4 Prozent Afroamerikanern, 0,3 Prozent amerikanischen Ureinwohnern, 0,8 Prozent Asiaten sowie 0,6 Prozent aus anderen ethnischen Gruppen; 1,5 Prozent stammten von zwei oder mehr Ethnien ab. Unabhängig von der ethnischen Zugehörigkeit waren 2,8 Prozent der Bevölkerung spanischer oder lateinamerikanischer Abstammung.
28,7 Prozent der Bevölkerung waren unter 18 Jahre alt, 64,7 Prozent waren zwischen 18 und 64 und 6,6 Prozent waren 65 Jahre oder älter. 49,5 Prozent der Bevölkerung war weiblich.

Das mittlere jährliche Einkommen eines Haushalts lag bei 65.455 USD. Das Pro-Kopf-Einkommen betrug 27.611 USD. 8,1 Prozent der Einwohner lebten unterhalb der Armutsgrenze.